# ستيفانو ايغوتي
ستيفانو ايغوتي (بالإيطالية: Stefano Aigotti)‏ لاعب كرة قدم ايطالي في مركز الهجوم (ولد في 26 سبتمبر من العام 1907 في سستو سان جوفاني) بدأ مسيرته الكروية مع نادي نادي ريجينا الإيطالي. ولعب لنادي إيه سي ميلان 